# ルシャトリエの原理
ル・シャトリエの原理（ル・シャトリエのげんり、英: Le Chatelier's principle）もしくはルシャトリエの法則（ルシャトリエのほうそく、Le Chatelier's law）とは、化学平衡状態にある反応系において、その状態に対して何らかの変動を起こさせたときに、平衡が移動する方向を示す原理のことであり、1884年にアンリ・ルシャトリエによって発表された。1887年にカール・ブラウンによっても独立して発表されたため、ルシャトリエ＝ブラウンの原理 (Le Chatelier – Braun principle) とも呼ばれる。

## 概要
ルシャトリエの原理の内容は次の通りである。
平衡状態にある反応系において、状態変数（温度、圧力（全圧）、反応に関与する物質の分圧や濃度）を変化させると、その変化を相殺する方向へ平衡は移動する。
すなわち、反応温度を上げた場合、平衡は反応熱を吸収して反応温度を下げる方向へ移動する。反応温度を下げた場合、平衡は反応熱を発生させて反応温度を上げる方向へ移動する。気体の反応において全圧を上げた場合、平衡は気体分子の数を減らして圧力を下げる方向へ移動する。全圧を下げた場合、平衡は気体分子の数を増やして圧力を上げる方向へ移動する。また反応に関与しているある物質の分圧や濃度を上げた場合、平衡はその物質を消費して分圧や濃度を下げる方向へ移動する。反応に関与しているある物質の分圧や濃度を下げた場合、平衡はその物質を生成して分圧や濃度を上げる方向へ移動する。

## 温度による平衡の移動
例として
{\displaystyle {\rm {N_{2}+3H_{2}\longrightarrow 2NH_{3}+92.2kJ}}}
の反応について考える。
平衡状態
{\displaystyle \mathrm {N_{2}+3H_{2}} \rightleftarrows \mathrm {2NH_{3}} }
の平衡定数 K はそれぞれの化学種Aの分圧（より厳密にはフガシティー）を PA とすれば
{\displaystyle K={\frac {{P_{\rm {NH_{3}}}}^{2}}{P_{\rm {N_{2}}}\cdot {P_{\rm {H_{2}}}}^{3}}}}
と表される。
また、平衡定数 K は反応ギブズエネルギーΔG との間に
{\displaystyle \ln K=-{\frac {\Delta G}{RT}}}
の関係があり（R は気体定数、T は絶対温度）、さらに反応エンタルピーΔH、反応エントロピーΔS と
{\displaystyle {\frac {\Delta G}{T}}={\frac {\Delta H}{T}}-\Delta S}
の関係もある。そこで反応エンタルピー、反応エントロピーは温度によらず一定とすると
{\displaystyle {\frac {\partial \ln K}{\partial T}}={\frac {\Delta H}{RT^{2}}}}
となる。この式をファントホッフの式という。反応温度による平衡の移動についてはファント・ホッフによってル・シャトリエよりも早く平衡移動の原理として考察されていた。この式によれば反応エンタルピーが正（吸熱反応）ならば、反応温度が上昇すると平衡定数は増加し、生成物への移行がより有利になる。逆に反応エンタルピーが負（発熱反応）ならば、反応温度が上昇すると平衡定数は減少し、原料への逆反応がより有利になる。
アンモニアの生成反応は発熱反応、すなわち反応エンタルピーは負の反応である。よってファントホッフの式により反応温度が上昇すると平衡定数は減少し、吸熱方向の反応である原料への逆反応が有利となる。このようにしてルシャトリエの原理が説明できる。
なお、一定容積下で温度を変化させた場合には全圧が変化するため、それによる平衡の移動と競合することになりルシャトリエの原理によって平衡の移動する方向を予想できなくなることがある。

## 全圧による平衡の移動
反応系を加圧もしくは減圧して全圧をa倍にすることを考える。すると平衡定数の式の右辺は
{\displaystyle {\frac {{a^{2}P_{\rm {NH_{3}}}}^{2}}{aP_{\rm {N_{2}}}\cdot {a^{3}P_{\rm {H_{2}}}}^{3}}}=a^{-2}\cdot {\frac {{P_{\rm {NH_{3}}}}^{2}}{P_{\rm {N_{2}}}\cdot {P_{\rm {H_{2}}}}^{3}}}}
となる。
a>1、すなわち加圧した場合、この式の値は K よりも小さくなって平衡が崩れる。そのため分母を減らして分子を増やす方向、すなわちアンモニアが生成する方向へ反応が進行する。a<1、すなわち減圧した場合、この式の値は K よりも大きくなって平衡が崩れる。そのため分母を増やして分子を減らす方向、すなわちアンモニアが原料に戻る方向へ反応が進行する。
一般の気体の反応においてaの指数は（反応式の生成系の分子数）-（反応式の反応系の分子数）となる。よって加圧した場合はいずれにせよ分子数の少ない側へ平衡が移動し、減圧した場合分子数の多い側へ平衡が移動することになる。このようにしてルシャトリエの原理が説明できる。

## 分圧、濃度による平衡の移動
平衡状態となっているこの系に、水素やアンモニアの分圧、温度を変化させずに、窒素を加えて窒素の分圧を増やしてやると平衡定数の式の右辺の分母が大きくなって平衡状態が崩れる。そうすると分母を減らし分子を増やす方向、すなわち窒素を消費してアンモニアを増やす方向へ平衡が移動し、再び等号が成立する。このようにしてルシャトリエの原理が正しいことが説明できる。
なお、反応系の全圧を一定に保ったまま窒素を加えた場合、窒素の分圧は増えるが水素の分圧が減少するため、分母は必ずしも大きくなるとは限らない。このように2つ以上物質の分圧や濃度を同時に変化させてしまった場合には単純にルシャトリエの原理から平衡の移動する方向を予想することはできないので注意する必要がある。